# Kantatie 88
La Kantatie 88 (in svedese Stamväg 88) è una strada principale finlandese. Ha inizio a Raahe e si dirige verso sud-est dove si conclude dopo 191 km nei pressi di Iisalmi.

## Percorso
La Kantatie 88 attraversa i comuni di Haapavesi, Rautavaara, Siikalatva, Pyhäntä e Vieremä.